# Love, Reason, Get Even
Love, Reason, Get Even (Aşk Mantık Intikam) è un serial televisivo drammatico turco composto da 42 puntate, trasmesso su Fox dal 18 giugno 2021 al 22 aprile 2022. È un adattamento turco della serie televisiva sudcoreana del 2014 Angkeumhan dolsingnyeo, conosciuta anche con il titolo internazionale di Cunning Single Lady.
In Italia la serie è stata pubblicata in esclusiva sul servizio di streaming Mediaset Infinity dal 13 novembre 2024 all'8 aprile 2025.

## Trama
La serie racconta la relazione tra Esra Erten e Ozan Korfalı che sono stati sposati in passato, ma dopo diverse difficoltà nel loro matrimonio hanno deciso di divorziare. Dopo due anni si rincontrano, Esra è disoccupata, mentre Ozan è amministratore delegato di un'azienda. Esra inizia a lavorare nell'azienda dell'ex marito e in seguito ritorna a vivere con lui a casa sua.

## Puntate
| Stagione       | Puntate | Puntate | Prima TV Turchia | Pubblicazione Italia |
| Stagione       | Turchia | Italia  | Prima TV Turchia | Pubblicazione Italia |
| -------------- | ------- | ------- | ---------------- | -------------------- |
| Prima stagione | 42      | 107     | 2021-2022        | 2024-2025            |

## Personaggi e interpreti

### Personaggi principali
- Esra Erten-Korfali (episodi 1-42), interpretata da Burcu Özberk, doppiata da Jessica Bologna.
- Ozan Korfalı (episodi 1-42), interpretato da İlhan Şen, doppiato da Andrea Oldani.
- Çınar Yılmaz (episodi 1-28), interpretato da Burak Yörük, doppiato da Stefano Sperduti.
- Çağla Yılmaz (episodi 1-28), interpretata da Melisa Döngel, doppiata da Sara Ferranti.
- Ekrem "Eko" Erten (episodi 1-42), interpretato da Mehmet Korhan Fırat, doppiato da Marco Giansante.
- Zümrüt Korfalı (episodi 1-42), interpretata da Günay Karacaoğlu, doppiata da Patrizia Burul.
- Menekşe Erten (episodi 1-42), interpretata da Zeynep Kankonde, doppiata da Tiziana Avarista.
- Yalçın Erten (episodi 1-29, 31-42), interpretato da Süleyman Atanısev, doppiato da Vittorio Guerrieri.
- Zeynep "Zeyno" (episodi 1-18, 20-27, 29-42), interpretata da Sevda Baş, doppiata da Emma Grasso.
- Musa (episodi 1-42), interpretato da Mehmet Yılmaz, doppiato da Michele Botrugno.
- Elif Korfalı-Erten (episodi 1-42), interpretata da Ceren Koç, doppiata da Uma Salusti.
- Atlas Korfalı (episodi 24-42), interpretato da Emir Güler.

### Personaggi secondari
- Hande Yılmaz (episodi 14-15), interpretata da Nilgün Türksever.
- Feraye (episodi 1-13, 15), interpretata da Sibel Şişman, doppiata da Sara Giacopello.
- Reyhan (episodi 1-16), interpretata da Birgül Ulusoy, doppiata da Claudia Balboni.
- Pinar (episodi 1-23, 27-29, 32-37), interpretata da Deniz Atlı, doppiata da Valentina De Marchi.
- Arif Yılmaz (episodi 1-2, 5, 7-15, 18-25, 27), interpretato da Murat Karasu.
- Gaye (episodi 1-9, 11-23, 26-29, 32, 34, 37, 42), interpretata da Gözde Duru, doppiata da Camilla Murri.
- Neriman (episodi 1-12, 18, 20, 23, 27-28, 31-34, 36-38, 40, 42), interpretata da Pelin Budak.
- Ela Balkır (episodi 24-28), interpretata da Saadet Melek Sözan.
- Ayaz Karakoç (episodi 25-28), interpretato da Anıl Altan.
- Nilgün Gürsoy (episodi 28-29, 32-33), interpretata da Elçin Atamgüç.
- Rüya Gürsoy (episodi 28-33), interpretata da Sebahat Kumaş.
- Barış (episodi 29-33), interpretato da Erdem Şanlı.
- Efe Sayanoğlu (episodi 30-37), interpretato da Cem Belevi.
- Nazım Akkaya (episodi 34-42), interpretato da Şükrü Türen.
- Salim Kaya (episodi 40-41), interpretato da Süreyya Gürsel Evren.
- Kerem Paşaoğlu (episodi 33-34), interpretato da se stesso.
- Andrea (episodi 32, 38), interpretata da Alla Kraeva.
- Rükneddin (episodi 27, 37), interpretato da İsmail Düvenci.
- Faruk Korfalı (episodi 26-27), interpretato da Cihat Tamer.
- Leyla (episodi 24-28), interpretata da Aylin Şallı.
- Sinan (episodi 24-27), interpretato da Sinan Sicimoğlu.
- Mert Balkır (episodi 14-23, 27-28), interpretato da Yusuf Akgün.
- Havva (episodio 8), interpretata da Nazan Diper.

## Produzione
La serie è narrata da Pelin Çubukçu, diretta da Murat Öztürk e Koray Kerimoğlu, scritta da Özlem İnci Hekimoğlu e Nil Güleç Ünsal e prodotta da No Dokuz Productions.

### Riprese
Le riprese sono state effettuate a Istanbul, in particolare nei quartieri di Balat, Fatih, Maltepe e Ataşehir e nel distretto di Beykoz, mentre alcune riprese sono state realizzate presso il ristorante di cucina casalinga Menekşe a Maltepe.

## Promozione
L'esordio della serie, previsto per il 18 giugno 2021, è stato annunciato da Fox il 31 maggio. I primi promo sono usciti tra fine maggio e inizio giugno 2021.

## Riconoscimenti
- Golden Lens Awards
  - 2021: Premio come Miglior serie di commedia romantica dell'anno per Love, Reason, Get Even (Aşk Mantık İntikam)[19]
  - 2021: Premio come Miglior attrice in una serie di commedia romantica dell'anno a Burcu Özberk[19]
  - 2021: Premio come Miglior attore in una serie di commedia romantica dell'anno a İlhan Şen[19]
- Pantene Golden Butterfly Awards
  - 2021: Candidatura come Miglior serie comica romantica per Love, Reason, Get Even (Aşk Mantık İntikam)[20]
  - 2021: Candidatura come Miglior attrice in una serie romantica a Burcu Özberk[20]
  - 2021: Candidatura come Miglior attore in una serie romantica a İlhan Şen[20]
  - 2021: Candidatura come Miglior attore in una serie romantica a Burak Yörük[20]
  - 2021: Candidatura come Miglior attrice in una serie romantica a Melisa Döngel[20]
  - 2021: Candidatura come Miglior coppia in una serie televisiva a Burcu Özberk e İlhan Şen[20]
  - 2022: Premio come Miglior serie comica romantica per Love, Reason, Get Even (Aşk Mantık İntikam)[21]